# René Just Haüy
René Just Haüy (fransk udtale: [aɥi]; født 28. februar 1743, død 1. juni 1822) var en fransk mineralog, ofte kaldet Abbé Haüy efter han blev æreskannik ved Notre Dame. Han kaldes ofte "Den moderne krystallografis far." 

## Værker
Blandt Haüys største værker er:
- Essai d'une théorie sur la structure des crystaux (1784) via Gallica
- Exposition raisonné de la théorie de l'électricité et du magnétisme, d'après les principes d'Æpinus (1787) BNF
- De la structure considérée comme caractère distinctif des minéraux (1793)
- Exposition abrégé de la théorie de la structure des cristaux (1793) BNF
- Extrait d'un traité élémentaire de minéralogie (1797)
- Traité de minéralogie (5 vols, 1801) BNF: Vol 1 Vol 2 Vol 3 Vol 4 Vol 5
- Traité élémentaire de physique (2 vols 1803, 1806) Google Books
- Tableau comparatif des résultats de la cristallographie, et de l'analyse chimique relativement à la classification des minéraux (1809) BNF
- Traité des pierres précieuses (1817) BNF
- Traité de cristallographie  (2 vols, 1822) Google Books

## Fodnoter
1. ↑  Navnet er anført på engelsk og stammer fra Wikidata hvor navnet endnu ikke findes på dansk.
2. ↑  Navnet er anført på engelsk og stammer fra Wikidata hvor navnet endnu ikke findes på dansk.
3. ↑  Navnet er anført på engelsk og stammer fra Wikidata hvor navnet endnu ikke findes på dansk.
4. ↑  Alfred Lacroix, « La vie et l'œuvre de l'abbé Haüy », Bulletin de la Société française de Minéralogie, vol. 67 « La célébration du deuxième centenaire de la naissance de l'abbé Haüy », nos 1-6, 1944, p. 15-226. (DOI 10.3406/bulmi.1944.4560)
5. ↑  Brock, H. (1910). René-Just Haüy. In "The Catholic Encyclopedia". New York: Robert Appleton Company.